# Eugène-Humbert Guitard
Pour les articles homonymes, voir Guitard.
Eugène-Humbert Guitard est un historien, libraire et éditeur français, spécialiste de l'histoire de la pharmacie, né à Toulouse le 26 décembre 1884, et mort dans la même ville le 21 mai 1976.

## Biographie
Eugène-Humbert Guitard est le fils de Julien Gustave Émile Guitard qui dirigeait depuis 1886 la succursale toulousaine de la Pharmacie centrale de France.
Après des études au lycée Fermat à Toulouse, au lycée Lakanal à Sceaux, à la Sorbonne, à la faculté de droit de Toulouse, à l'Institut d'urbanisme de Paris et à l'École pratique des hautes études, il est élève de l'École nationale des chartes où il obtient le diplôme d'archiviste paléographe avec une thèse sur l'école gothique du Midi de la France.
Après avoir été attaché à la bibliothèque historique de la Ville de Paris, aux archives départementales de la Gironde, puis à celles des Alpes-Maritimes, il est nommé à la bibliothèque municipale de Toulouse.
À la demande de Charles Buchet, directeur de la Pharmacie centrale de France, il publie en 1911 l'histoire des journaux professionnels et en particulier de l'Union pharmaceutique, organe de la Pharmacie centrale.
Il fonde la Société d'histoire de la pharmacie en 1913 avec Charles Buchet et Paul Dorveaux dont il assure le secrétariat général et la direction du Bulletin, puis de la revue pendant cinquante ans.
À partir de 1920, il est propriétaire des librairies Marqueste à Toulouse et Bouquet à Paris et éditeur sous la raison sociale Éditions Occitania. Les éditions publient en 1937 l'Histoire de la pharmacie en France, des origines à nos jours de Maurice Bouvet.
De 1935 à 1948, il est conservateur du musée Saint-Raymond,.

## Publications
- Colbert et Seignelay contre la Religion réformée, étude inédite sur le rôle des secrétaires d'État de la maison du roi entre 1661 et 1690 dans la révocation de l'édit de Nantes, particulièrement à Paris, dans le Centre et dans l'Ouest, Auguste Picard éditeur, Paris, 1912
- Deux siècles de presse au service de la pharmacie et cinquante ans de l'Union pharmaceutique, 1913
- Après la mort de Courtois, l'inventeur de l'iode, dans Bulletin de la Société d'histoire de la pharmacie, 1913, Volume 1, no 5, p. 75-77
- Les Historiens du jour : I- Henri Fialon, dans Bulletin de la Société d'histoire de la pharmacie, 1917, Volume 5, no 16, p. 279-280 (lire en ligne)
- Les Historiens du jour : II- Léon Guignard, président d'honneur de la Société d'Histoire de la Pharmacie, dans Bulletin de la Société d'histoire de la pharmacie, 1917, Volume 5, no 17, p. 310-312 (lire en ligne)
- Les Historiens du jour : IV- Pierre Rambaud, dans Bulletin de la Société d'histoire de la pharmacie, 1918, Volume 6, no 19, p. 367-368 (lire en ligne)
- Les historiens du jour : V- : L.-G. Toraude, dans Bulletin de la Société d'histoire de la pharmacie, 1919, Volume 7, no 24, p. 134-136 (lire en ligne)
- Les Historiens du jour : Paul Dorveaux, secrétaire perpétuel de la Société d'Histoire de la Pharmacie, dans Bulletin de la Société d'histoire de la pharmacie, 1920, Volume 8, no 26, p. 205-208 (lire en ligne)
- Les historiens du jour : M. Camille Bloch, vice-Président de la Société d'Histoire de la Pharmacie, dans Bulletin de la Société d'histoire de la pharmacie, 1922, Volume 10, no 33, p. 30-32 (lire en ligne)
- Un grand atelier de charité sous Louis XIV, l'hôpital général de la Manufacture à Bordeaux (1658-1715, dans Julien Hayem, Mémoires et documents pour servir à l'histoire du commerce et de l'industrie, 4e série, 1916, p. 85-151
- Anciens statuts de la corporation des apothicaires de Toulouse (1471 et 1513), dans Bulletin de la Société d'histoire de la pharmacie, 1921, Volume 9, no 31, p. 375-382 (lire en ligne)
- Biographie du docteur Dorveaux, dans Bulletin de la Société d'histoire de la pharmacie, 1923, Volume 11, no 38, p. 49-50 (lire en ligne)
- L'élève en pharmacie sous l'ancien régime, dans Bulletin de la Société d'histoire de la pharmacie, 1925, Volume 13, no 47, p. 89-100 (('lire en ligne)
- Léon Guignard, dans Bulletin de la Société d'histoire de la pharmacie, 1928, Volume 16, no 58, p. 41-44 (lire en ligne)
- Un manuel de médecine et d'hygiène populaires du XVIe siècle, dans Revue d'histoire de la pharmacie, 1933, Volume 21, no 83, p. 125-126 (lire en ligne)
- Le jugement sévère d'un pharmacien du 1er Empire, Claude-Louis Cadet de Gassicourt, sur le remède secret, dans Revue d'histoire de la pharmacie, 1933, Volume 21, no 84, p. 213-215 (lire en ligne)
- Histoire sommaire de la littérature pharmaceutique des origines à 1800. Conférences-leçons à l'usage de MM. les Étudiants en Pharmacie, dans Revue d'histoire de la pharmacie, 1935, Volume 23, no 92, p. 185-207 (lire en ligne)
- Histoire sommaire de la littérature pharmaceutique des origines à 1800. Conférences-leçons à l'usage de MM. les Etudiants en Pharmacie. 2e conférence : du XIIIe siècle à la fin du XVIe, dans Revue d'histoire de la pharmacie, 1936, Volume 24, no 93, p. 249-263 (lire en ligne)
- Histoire sommaire de la littérature pharmaceutique. Conférences-Leçons à l'usage de MM. les Etudiants en Pharmacie. 3e Conférence : Les traités de pharmacie privés au XVIe et XVIIe siècles, dans Revue d'histoire de la pharmacie, 1936, Volume 24, no 94, p. 297-313 (lire en ligne)
- Histoire sommaire de la littérature pharmaceutique : Conférences-leçons à l'usage de MM. les Etudiants en Pharmacie. 4e Conférence : Les littératures spéciales des XVIIe et XVIIIe siècles : officielle, populaire, périodique, dans Revue d'histoire de la pharmacie, 1936, Volume 24, no 95, p. 374-385 (lire en ligne)
- Histoire sommaire de la littérature pharmaceutique : Conférences-leçons à l'usage de MM. les Étudiants en Pharmacie : 5e conférence : le XIXe siècle : ouvrages didactiques, dans Revue d'histoire de la pharmacie, 1937, Volume 25, no 98, p. 61-72 (lire en ligne)
- Histoire sommaire de la littérature pharmaceutique : Conférences-leçons à l'usage de MM. les Etudiants en Pharmacie [6e et dernière conférence : Ouvrages pratiques du XIXe siècle, dans Revue d'histoire de la pharmacie, 1937, Volume 25, no 99, p. 150-162 (lire en ligne)
- La pièce officielle fixant en 1629 le blason des maîtres apothicaires de Paris, dans Revue d'histoire de la pharmacie, 1938, Volume 26, no 103, p. 391-394 (lire en ligne)
- Biobibliographie pharmaceutique, dans Revue d'histoire de la pharmacie, 1939, Volume 27, no 106, p. 103-124 (lire en ligne)
- Un curieux procès intenté au XVIIe siècle aux maîtres apothicaires de Paris, dans Revue d'histoire de la pharmacie, 1941, Volume 29, no 111, p. 67-70 (lire en ligne)
- Manuel d'histoire de littérature pharmaceutique, leçons professées à l'Institut d'histoire des sciences de l'Université de Paris et complétées par une Biobibliographie pharmaceutique, Caffin, Paris, 1942
- Comment on allait aux eaux en diligence il y a cent ans, dans  Revue d'histoire de la pharmacie, 1943, Volume 31, no 113, p. 44-48 (lire en ligne)
- Les serments professionnels de la pharmacie, de l'antiquité à nos jours, dans Revue d'histoire de la pharmacie, 1946, Volume 34, no 116, p. 53-65 (lire en ligne)
- Les serments professionnels de la pharmacie de l'antiquité à nos jours (suite et fin), dans Revue d'histoire de la pharmacie, 1947, Volume 35, no 117, p. 122-132 (lire en ligne)
- Serments d'hier, serment de demain, dans Revue d'histoire de la pharmacie, 1947, Volume 35, no 118, p. 213-214 (lire en ligne)
- Une étymologie qu'il fallait reprendre : « Apothicaire » n'est pas « boutiquier », dans Revue d'histoire de la pharmacie' 1949, Volume 37, no 125, p. 512-523 (lire en ligne)
- Le prestigieux passé des eaux minérales : histoire du thermalisme et de l'hydrologie des origines à 1950, Société d'histoire de la pharmacie, Paris, 1951
- L'apothicaire empoisonné, « Nouvelle comique » (XVIIe siècle), dans Revue d'histoire de la pharmacie, 1953, Volume 41, no 137, p. 75-84 (lire en ligne)
- « L'apothicaire empoisonné », nouvelle comique, XVIIe siècle (Suite et fin), dans Revue d'histoire de la pharmacie, 1953, Volume 41, no 138, p. 135-139 (lire en ligne)
- II. De Nollet à Isidore Guitard. L'âge d'or (1750-1850), dans Revue d'histoire de la pharmacie, 1954, Volume 42, no 141, p. 305-309 (lire en ligne)
- Quand l'arsenic empoisonne... les experts (à propos d'un récent procès), dans Revue d'histoire de la pharmacie, 1954, Volume 42, no 142, p. 350-352 (lire en ligne)
- La pilule (Le mot et la chose), dans Revue d'histoire de la pharmacie, 1955, Volume 43, no 145, p. 113-116 (lire en ligne)
- Montaigne et l'art de guérir, dans Revue d'histoire de la pharmacie, 1955, Volume 43, no 147, p. 189-197 (lire en ligne)
- Montaigne et l'art de guérir (Suite et fin), dans Revue d'histoire de la pharmacie, 1956, Volume 44, no 148, p. 249-265 (lire en ligne)
- Le testament d'un apothicaire sous François 1er, dans Revue d'histoire de la pharmacie, 1958, Volume 46, no 159, p. 434-438 (lire en ligne)
- Le physicien, et ce qu'en a dit vers 1200 le moine Guiot de Provins : contribution à l'histoire des mœurs et du langage, dans Revue d'histoire de la pharmacie, 1960, Volume 48, no 165, p. 311-321 (lire en ligne)
- Le Professeur Marcel Delépine (1871-1965), dans Revue d'histoire de la pharmacie, 1965, Volume 53, no 187, p. 435-440 (lire en ligne)
- Nouvelles hypothèses sur les origines et sur les victoires des corporations, notamment celles des apothicaires français, dans Revue d'histoire de la pharmacie, 1966, Volume 54, no 188, p. 33-38 (lire en ligne)
- Procès-verbaux d'examens et lettres de maîtrise au XVIIIe siècle découverts à l'occasion de recherches sur l'authenticité incertaine de pots gravés au nom de Bousquet, apothicaire à Toulouse (Trouvailles documentaires), dans Revue d'histoire de la pharmacie, 1967, Volume 55, no 194, p. 533-540 (lire en ligne)
- Chapitre I : Le legs de l'Antiquité (derniers siècles avant et premiers siècles après J.-C.), dans Revue d'histoire de la pharmacie, 1968, Volume 56, no 195, p. 8-12 (lire en ligne)
- Chapitre II : Les aspects contrastés du haut Moyen-Âge (du IVe – XIe siècles après Jésus-Christ), dans Revue d'histoire de la pharmacie, 1968, Volume 56, no 195, p. 13-26 (lire en ligne)
- Chapitre III : L'éveil de l'officine en Occident (XIIe-XIIIe siécles), dans Revue d'histoire de la pharmacie, 1968, Volume 56, no 195, p. 27-42 (lire en ligne)
- Chapitre IV : « Pharmacien » contre « apothicaire » (XIVe – XIXe siècles), dans Revue d'histoire de la pharmacie, 1968, Volume 56, no 195, p. 43-56 (lire en ligne)
- Chapitre V : Hors de France (toutes époques), dans Revue d'histoire de la pharmacie, 1968, Volume 56, no 195, p. 57-70 (lire en ligne)
- Index des travaux d'histoire de la pharmacie de 1913 à 1963 (bibliographie-dictionnaire des articles et ouvrages de tous les pays, soit publiés, soit analysés dans les périodiques du premier demi-siècle de la Société d'histoire de la pharmacie. En introduction : L'évolution de la pharmacie et du pharmacien à la lumière des noms qu'ils ont portés), Société d'histoire de la pharmacie, Paris, 1969, p. LXXX-16 ; 120 p.
- Ce qui a permis à l'Italie de faire progresser dans tout l'Occident l'art de guérir, dans Revue d'histoire de la pharmacie, 1970, Volume 58, no 204, p. 42-47 (lire en ligne)
- L'histoire de la pharmacie a elle-même un passé dont on doit établir l'histoire : Souvenirs et suggestions d'un de ses ouvriers, dans Revue d'histoire de la pharmacie, 1975, Volume 63, no 226, p. 459-464 (lire en ligne)

## Distinctions
- Médaille George Urdang décernée par l'American Institute of the History of Pharmacy[5], en 1954
- Médaille Schelenz-Plakette, décernée par l'Internationale Gesellschaft für Geschichte der Pharmazie, en 1972

## Reconnaissance
- Une rue de Toulouse porte son nom.